# 遠山敦子
遠山 敦子（とおやま あつこ、1938年〈昭和13年〉12月10日 - ）は、日本の文部官僚。文化庁長官、在トルコ共和国特命全権大使、国立西洋美術館館長、独立行政法人国立美術館理事長、文部科学大臣（第2代）などを務めた。
その他、財団法人新国立劇場運営財団理事長、公益財団法人パナソニック教育財団理事長、公益財団法人日本いけばな芸術協会会長、日本・トルコ協会副会長などを歴任。2007年6月、株式会社NHKエンタープライズの社外取締役。翌2008年6月、株式会社電通の監査役にも就任。
2013年4月、旭日大綬章を受章した。お茶の水女子大学名誉博士（2015年称号授与）。

## 人物

### 生い立ち
三重県桑名市生まれ。静岡県立静岡高等学校から東京大学法学部第2類（公法コース）に進学。文科一類（当時の法学部・経済学部進学コース）新入生800名のうち、唯一の女性だった。

### 官界
東大卒業後、1962年に文部省に女性初のキャリアとして入省（社会教育局婦人教育課）。通産省の坂本春生と共に女性官僚の草分けの一人。のちに文化庁文化部長、文化庁次長、教育助成局長、高等教育局長、文化庁長官、文部省顧問を歴任し、次官・長官級としては初の女性の着任であった。退官後、トルコ共和国大使や国立西洋美術館長等を歴任。2017年から静岡県富士山世界遺産センター館長。

### 経済界
2007年6月から2013年6月までNHKエンタープライズ社外取締役を務め、2008年6月から2019年3月まで電通監査役を務めた経歴から、NHKと電通との「橋渡し役」を務めた立場にあったとされる（「海老沢勝二#関連項目」、「成田豊#関連人物」を参照）。

### 政界
2001年小泉内閣では民間初の文部科学大臣として入閣。小泉改造内閣まで2年半にわたり文科相を務めた。
2002年には、同年施行の新学習指導要領に基づく「ゆとり教育」の2002年の新学習指導要領施行に基づく「ゆとり教育」の行き過ぎに対して小野元之事務次官や遠山文科相はその危機感を共有し、2002年1月に遠山文科相が発表した緊急アピール「学びのすすめ」において、「学習指導要領は最低基準」だとしてそれまで許可されなかった学習指導要領を超える記述が容認されるようになった。学習指導要領や臨教審の「追いつけ型の教育」から「21世紀型の教育」へ転換すべきであるという流れは変わらずに一貫しているにしても、「国民として必要な基礎的・基本的な内容を重視」する1977年度の学習指導要領内容へ立ち返ったものだとされている。翌2003年には、中央教育審議会によって学習指導要領の一部改訂が答申された。

### 閣僚退任後
新国立劇場を管理・運営する新国立劇場運営財団にて、2005年から2011年まで理事長を務めた。木村尚三郎の死去により空席となっていた、トヨタ財団の理事長に2007年に就任。2010年には同財団を公益財団法人に移行させた。

## 略歴
- 1962年
  - 3月 - 東京大学法学部第2類（公法コース）卒業
  - 4月 - 文部省（当時）入省
- 1964年4月 - 文部省社会教育局社会教育課
- 1965年4月 - 同 初等中等教育局財務課
- 1966年10月 - 同 初等中等教育局財務課法規係長
- 1968年4月 - 同 大臣官房総務課審議班審議主任
- 1970年4月 - 総理府青少年対策本部参事官補佐
- 1973年9月 - 文部省大学局学術課長補佐
- 1977年9月 - 同 学術国際局情報図書館課長
- 1980年6月 - 同 ユネスコ国際部国際学術課長
- 1982年7月 - 同 初等中等教育局中学校教育課長
- 1985年7月 - 同 高等教育局企画課長
- 1988年6月 - 文化庁文化部長
- 1989年4月 - 同 次長
- 1991年6月 - 文部省教育助成局長
- 1992年7月 - 同 高等教育局長
- 1994年7月 - 文化庁長官
- 1996年
  - 1月 - 文部省顧問
  - 6月 - 駐トルコ共和国特命全権大使
- 1999年10月 - 文化庁顧問
- 2000年4月 - 国立西洋美術館館長
- 2001年
  - 4月
    - 独立行政法人国立美術館理事長
    - 文部科学大臣（ - 2003年9月）
- 2004年
  - 4月
    - 独立行政法人大学評価・学位授与機構客員教授
    - 公益財団法人パナソニック教育財団理事長

  - 5月 - 国際日本文化研究センター客員教授
- 2005年4月 - 財団法人新国立劇場運営財団理事長（ - 2011年3月31日）
- 2007年
  - 3月
    - 財団法人日本いけばな芸術協会会長（ - 2023年3月）
    - 公益財団法人トヨタ財団理事長（ - 2019年6月）

  - 6月 - 株式会社NHKエンタープライズ社外取締役（ - 2013年6月）
- 2008年6月 - 株式会社電通監査役（ - 2019年3月）
- 2011年4月 - 財団法人新国立劇場運営財団顧問（現職）
- 2012年
  - NPO法人富士山を世界遺産にする国民会議理事長
- 2017年12月 - 静岡県富士山世界遺産センター館長（現職）[3]
- 2018年
  - 公益財団法人三菱財団評議員[4]

## 社会的活動
- 文化庁文化審議会委員
  - 同文化功労者選考分科会委員

## 著作

### 単著
- 『来し方の記 ひとすじの道を歩んで五十年』ISBN 9784774005942
- 『こう変わる学校 こう変わる大学』ISBN 4062123215
- 『トルコ 世紀のはざまで』ISBN 4140806494
- 『現代フレッシュマン論』ISBN 9784492220542

### 共著
- （千石保）『比較日本人論』ISBN 4098200074